# Hard Reboot (альбом)
Hard Reboot — шестой студийный альбом российского рэп-исполнителя Noize MC, интернет-премьера состоялась на интернет-ресурсе Яндекс.Музыка 9 сентября 2014 года (официальной датой выхода считается 10 сентября). Презентация альбома состоялась 15 ноября в 20:00 на сцене Главклуба. Помимо русскоязычных композиций содержит совместный с Astronautalis трек на английском языке («Hard Reboot»). Также в альбоме присутствуют совместные треки с поэтессами Верой Полозковой (трек «абв&эюя») и Мариной Кацубой (трек «М»).
В канун 30-летия Ивана «Noize MC» было выпущено переиздание — Hard Reboot 3.0. Официальной датой выхода альбома считается 20 марта 2015 года, в день юбилейного концерта группы в Москве в клубе «Stadium Live». В переиздание вошли новые песни, среди которых трек «Иордан», записанный совместно с группой Atlantida Project, а также сингл «Порвав поводок», ставший саундтреком к кинофильму «Ёлки лохматые». Помимо новых треков альбом пополнили переиздания уже вышедших песен и несколько ремиксов.

## Список композиций
Все тексты написаны Иваном «Noize MC» Алексеевым, кроме указанных, вся музыка написана Иваном «Noize MC» Алексеевым, кроме указанных.
| №   | Название                                             | Текст песни                     | Музыка                       | Длительность |
| --- | ---------------------------------------------------- | ------------------------------- | ---------------------------- | ------------ |
| 1.  | «Роботы»                                             |                                 |                              | 3:41         |
| 2.  | «Ne2Da?» (совместно с Mewark)                        |                                 | Александр Петрунин           | 4:56         |
| 3.  | «Фарыфуры»                                           |                                 |                              | 3:36         |
| 4.  | «Говорящие головы»                                   |                                 |                              | 4:23         |
| 5.  | «Хозяин леса»                                        |                                 |                              | 4:31         |
| 6.  | «Сгораю»                                             |                                 |                              | 3:55         |
| 7.  | «Сохрани мою речь» (OST «Сохрани мою речь навсегда») | Иван Алексеев, Осип Мандельштам |                              | 4:10         |
| 8.  | «Come $ome All (Тоталитарный трэпъ)»                 |                                 | Ашот Петросян                | 4:01         |
| 9.  | «абв&эюя» (совместно с Верой Полозковой)             | Иван Алексеев, Вера Полозкова   | Иван Алексеев, Максим Крамар | 4:20         |
| 10. | «Старые шрамы»                                       |                                 | Иван Алексеев, Максим Крамар | 3:38         |
| 11. | «Снайпер»                                            |                                 |                              | 4:29         |
| 12. | «220»                                                |                                 |                              | 3:39         |
| 13. | «М» (совместно с Мариной Кацуба)                     | Иван Алексеев, Марина Кацуба    |                              | 3:46         |
| 14. | «Hard Reboot» (совместно с Astronautalis)            | Иван Алексеев, Чарльз Ботвелл   |                              | 3:23         |
| 15. | «Safe Mode» (Инструментальная версия)                |                                 |                              | 2:22         |

Все тексты написаны Иваном «Noize MC» Алексеевым, кроме указанных, вся музыка написана Иваном «Noize MC» Алексеевым, кроме указанных.
| №   | Название                                             | Текст песни                     | Музыка                       | Длительность |
| --- | ---------------------------------------------------- | ------------------------------- | ---------------------------- | ------------ |
| 1.  | «Роботы»                                             |                                 |                              |              |
| 2.  | «Ne2Da?» (совместно с Mewark)                        |                                 | Александр Петрунин           |              |
| 3.  | «Фарыфуры»                                           |                                 |                              |              |
| 4.  | «Говорящие головы»                                   |                                 |                              |              |
| 5.  | «Хозяин леса»                                        |                                 |                              |              |
| 6.  | «Порвав поводок»                                     |                                 |                              |              |
| 7.  | «Сгораю»                                             |                                 |                              |              |
| 8.  | «Сохрани мою речь» (OST «Сохрани мою речь навсегда») | Иван Алексеев, Осип Мандельштам |                              |              |
| 9.  | «Come $ome All» (Shoom Remix)                        |                                 | Виктор Жаров                 |              |
| 10. | «абв&эюя» (совместно с Верой Полозковой)             | Иван Алексеев, Вера Полозкова   | Иван Алексеев, Максим Крамар |              |
| 11. | «Старые шрамы»                                       |                                 | Иван Алексеев, Максим Крамар |              |
| 12. | «Снайпер»                                            |                                 |                              |              |
| 13. | «Иордан» (совместно с Atlantida Project)             | Иван Алексеев, Саша Соколова    | Сергей Зязин                 |              |
| 14. | «220»                                                |                                 |                              |              |
| 15. | «М» (совместно с Мариной Кацуба)                     | Иван Алексеев, Марина Кацуба    |                              |              |
| 16. | «Hard Reboot» (совместно с Astronautalis)            | Иван Алексеев, Чарльз Ботвелл   |                              |              |
| 17. | «Хард ребут» (Rusted Remix)                          | Иван Алексеев, Кирилл Борисов   |                              |              |
| 18. | «Порвав поводок» (RasKar Remix)                      |                                 |                              |              |

## Участники записи
Noize MC
- Иван «Noize MC» Алексеев — вокал, гитара (кроме «Роботы», «Ne2Da?», «Порвав поводок»), укулеле («Роботы», «Говорящие головы», «Сохрани мою речь», «Hard Reboot»/«Хард ребут», «Safe Mode»), банджо («Говорящие головы»), альт-домра («Иордан»), бас-гитара («Говорящие головы», Сохрани мою речь, «Hard Reboot»/«Хард ребут»), клавишные («Роботы», «Снайпер» (переиздание), «220», «М» (переиздание), «Hard Reboot»), казу («Safe Mode»), скрэтч («Говорящие головы», «220», «Hard Reboot»)
- Александр «Кислый» Кислинский — бас-гитара («Фарыфуры», «Хозяин леса», «Сгораю», «АБВ&ЭЮЯ», «Старые шрамы», «Снайпер», «М»)
- Максим Крамар — гитара («Фарыфуры», «Хозяин леса», «Сгораю», «АБВ&ЭЮЯ», «Снайпер», «М»), клавишные («Старые шрамы»)
- Ашот «DJ Stufford» Петросян — скрэтч («Фарыфуры», «Говорящие головы», «Хозяин леса», «Порвав поводок», «Снайпер», «220»)
- Михаил Козодаев — ударные (кроме «Роботы», «Сгораю» (ориг. издание), «Порвав поводок», «Come $ome All (Тоталитарный трэпъ)», «Hard Reboot»/«Хард ребут»)
- Павел «Pa$hock» Тетерин — ударные («Сгораю» (ориг. издание), «Safe Mode»), бас-гитара («Safe Mode»)

Другие музыканты
- Марина Кацуба — вокал («М»)
- Вера Полозкова — вокал («АБВ&ЭЮЯ»)
- Чарльз Эндрю «Astronautalis» Ботвелл — вокал («Hard Reboot»)
- Денис «Карандаш» Григорьев — бэк-вокал («Come $ome All (Тоталитарный трэпъ)»)
- Сергей «Скворец» Скворцов — гитара («М»)
- Виктор Жаров — гитара («Come $ome All» (Shoom Remix))
- Кирилл «Rusted» Борисов — гитара («Порвав поводок», «Come $ome All» (Shoom Remix), «Хард ребут»), вокал («Хард ребут»), бэк-вокал («Порвав поводок»), программирование ударных («Порвав поводок»)
- Сергей Зязин (Atlantida Project) — гитара («Иордан»)
- Саша Соколова (Atlantida Project) — вокал («Иордан»)

Технический персонал
Автор обложки альбома «Hard Reboot» — Андрей «Metkor» Гуренко
- Иван «Noize MC» Алексеев — аранжировки и продакшн (кроме «Come $ome All (Тоталитарный трэпъ/Shoom Remix)», «Порвав поводок», «АБВ&ЭЮЯ» (переиздание), «Иордан», «Хард ребут»)
- Ашот «DJ Stufford» Петросян — аранжировки, продакшн («Come $ome All (Тоталитарный трэпъ)»)
- Сергей «RasKar» Позняков — аранжировки, продакшн, сведение, инжиниринг («Роботы», «Ne2Da?» (ориг. издание), «Говорящие головы», «Сохрани мою речь», «Come $ome All» (Shoom Remix), «АБВ&ЭЮЯ», «220», «М», «Safe Mode»)
- Виктор Жаров — аранжировки, продакшн, сведение («Роботы», «Ne2Da?» (ориг. издание"), «Come $ome All (Тоталитарный трэпъ/Shoom Remix)»)
- Илья Лукашев — продакшн, сведение («Фарыфуры», Хозяин леса, «Сгораю» (ориг. издание), «Старые шрамы» (ориг. издание), «Снайпер» (ориг. издание), «М» (ориг. издание)), инжиниринг («Ne2Da?» (переиздание), «Фарыфуры», «Говорящие головы» (переиздание), Хозяин леса, «Сгораю», «Сохрани мою речь» (переиздание), «АБВ&ЭЮЯ» (переиздание), «Старые шрамы», «Снайпер», «220» (переиздание), «М»)
- Александр «Mewark» Петрунин — аранжировка и продакшн («Ne2Da?»)
- Ли Эрлих — продюсирование записи вокала («Hard Reboot»)
- Кирилл «Rusted» Борисов — продакшн и сведение («Ne2Da?» (переиздание), «Порвав поводок», «Сгораю» (переиздание), «Старые шрамы» (переиздание), «Снайпер» (переиздание), «Иордан», «М» (переиздание), «Хард ребут», аранжировка («Порвав поводок», «Хард ребут»)
- Сергей Зязин (Atlantida Project) — аранжировка («Иордан»)
- Ричард Битэм — мастеринг (ориг. издание)
- Марк Маркер — мастеринг (переиздание)

## Студии
1. ЛевПравЗвук (запись вокала и инструментов, продакшн, сведение)
2. студия И. Матвиенко (запись гитар, ударных и клавишных, сведение)
3. Rusted Production (продакшн, сведение).